# سنغان (أشنوية)
سنغان هي قرية في مقاطعة أشنوية، إيران. يقدر عدد سكانها بـ 1198 نسمة بحسب إحصاء 2016.